# Atakpamé
Atakpamé es una ciudad de Togo y capital de la región de Altiplano (o Plateaux). Cuenta con una población de 84.979 (2006), siendo la cuarta ciudad más grande del país.
- Datos: Q126124
- Multimedia: Atakpamé / Q126124